# Bookster

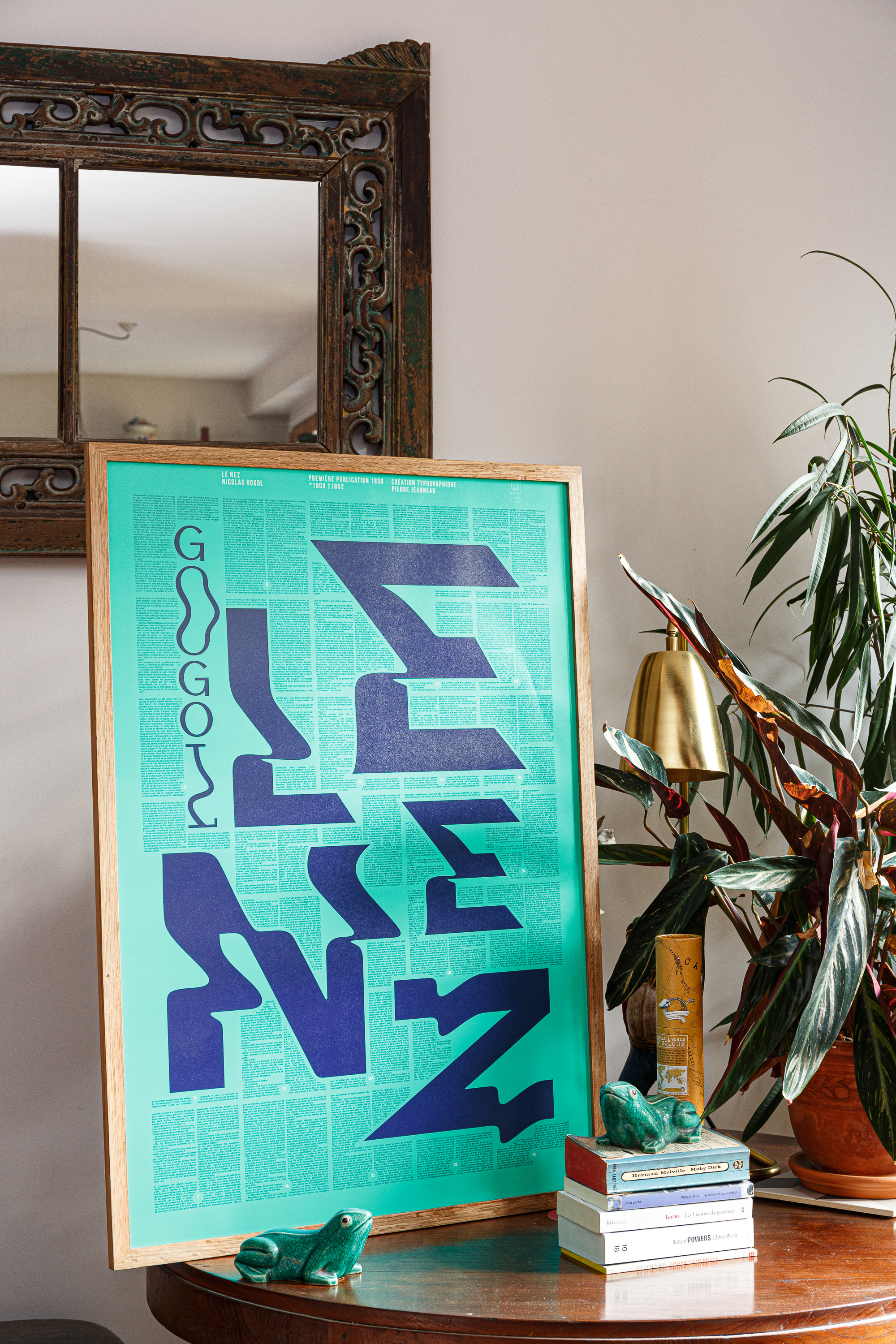
Bookster Le Nez de Nicolas Gogol réalisé par Pierre Jeanneau

Un Bookster, produit de l’agence de communication culturelle parisienne Maartin, est une affiche sur laquelle est imprimée la version intégrale de textes de la littérature française et étrangère. Les Bookster sont vendus en ligne et distribués dans certaines librairies en France et en Belgique.

## Historique
En 2003, lors de sa dernière année à l'École Nationale Supérieure d'Arts de Paris-Cergy, Alexandre Millet a lancé un projet qui s'est avéré être l'embryon de Bookster. Pour son projet de fin d'études, il a choisi de travailler sur Les carnets du sous-sol de Dostoïevski, qu'il a présenté en imprimant le texte intégral sur une affiche à l'entrée de l'exposition.
En 2015, Alexandre Millet, désormais directeur de l'agence culturelle Maartin, décide de donner une nouvelle dimension à ce concept initial. Il lance Bookster avec l'ambition de publier des classiques de la littérature française et internationale en format affiche A1.
En 2017, les Bookster entrent dans les collections nationales du Musée des Arts décoratifs. 
En 2019, après l'incendie de la Cathédrale Notre-Dame de Paris, Bookster s’associe à l’ONG Bibliothèques sans frontières pour éditer le roman éponyme de Victor Hugo. Les bénéfices de la vente de cette édition graphique et inédite sont reversés à BSF afin de développer des actions culturelles et éducatives auprès des populations considérees comme vulnérables.

## Description

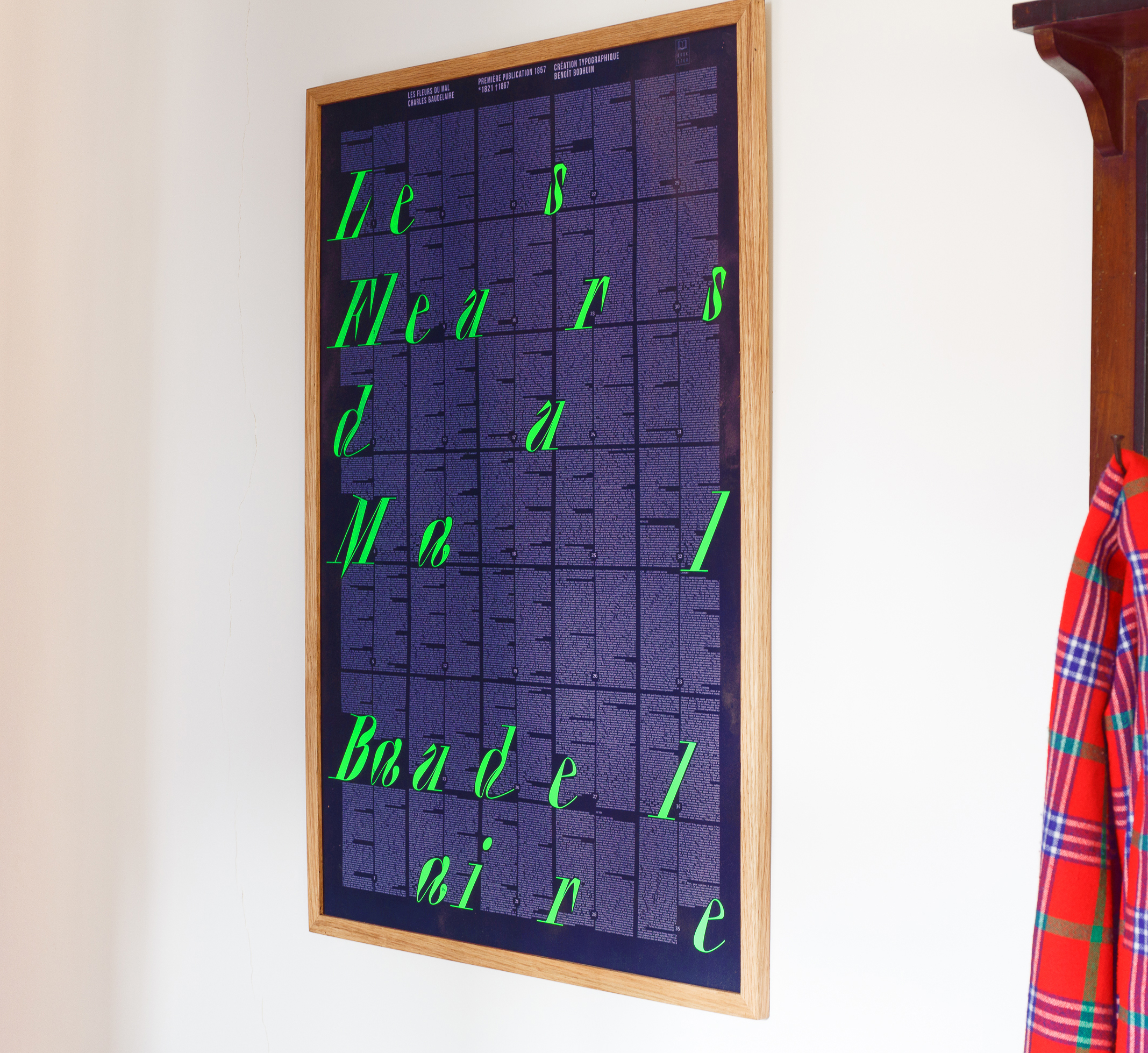
Bookster Les Fleurs du Mal de Charles Baudelaire réalisé par Benoit Bodhouin

Un bookster est une affiche de format A1 sur laquelle est imprimé intégralement le texte d'un grand classique de la littérature. Chaque bookster est conçu avec la collaboration d'un graphiste ou d'un typographe différent, qui est chargé de créer une œuvre typographique originale pour le nom de l'auteur et le titre de l'œuvre. En 2024, la collection comprend une vingtaine de titres, parmi lesquels figurent Roméo et Juliette de William Shakespeare, Candide de Voltaire, Le Horla de Guy de Maupassant et L'Odyssée d'Homère.